# Pierre Latour (homme politique)
Pour les articles homonymes, voir Pierre Latour et Latour.
Pierre Bernard Achille Latour, né le 7 mars 1822 à Aspet (Haute-Garonne) et mort le 30 novembre 1912 à Aspet, est un homme politique français.
Propriétaire, maire d'Aspet, conseiller général, il est député de la Haute-Garonne de 1881 à 1885, siégeant dans la majorité opportuniste.

## Sources
- « Pierre Latour (homme politique) », dans Adolphe Robert et Gaston Cougny, Dictionnaire des parlementaires français, Edgar Bourloton, 1889-1891 [détail de l’édition].